# Onthophagus minutulus
Onthophagus minutulus är en skalbaggsart som beskrevs av Edgar von Harold 1875. Onthophagus minutulus ingår i släktet Onthophagus och familjen bladhorningar. Inga underarter finns listade i Catalogue of Life.